# Oliver Neuville
Oliver Patric Neuville (Locarno, 1 de maio de 1973) é um ex-futebolista suíço naturalizado alemão.
A pronúncia mais correta de seu sobrenome seria seguindo o idioma francês (sendo algo como "Nêvíi") ao invés de o alemão, (pelo qual seria "Nóifile"). Ele provém de um de seus avôs, belga.

## Carreira

### Clube
Neuville iniciou sua trajetória no futebol aos seis anos, quando passou a treinar nas categorias de base do clube local, o Gambarogno. Neste, permaneceu durante doze anos, quando recebeu uma proposta para integrar as categorias de base do outro clube da cidade, o Locarno. Apenas uma temporada depois, era contratado pelo Servette, onde faria sua estreia profissional e passaria as quatro próximas temporadas.
No Servette, passou a se destacar, principalmente, a partir da segunda temporada quando foi um dos principais nomes na conquista do título nacional. Na temporada seguinte, acabou sofrendo uma lesão e perdendo parte da temporada. Em sua quarta e última temporada na Suíça consegue repetir a temporada passada, mas dessa vez não conquistando títulos. Com seu ótimo desempenho no Servette, recebeu uma proposta para defender o Tenerife, mas permanecendo apenas uma temporada.
Após uma temporada na Espanha, acaba se transferindo para o futebol alemão, indo atuar no Hansa Rostock. Com uma primeira temporada complicada, consegue demonstrar seu talento a partir da segunda, quando marcou quinze vezes na temporada, sendo importante na permanência do clube na primeira divisão e, terminando como terceiro melhor artilheiro no campeonato. Com o bom desempenho na última temporada com o Rostock, se transfere para o Bayer Leverkusen.
Durante suas cinco temporadas no Bayer, viveu seus melhores momentos na carreira, participando do principal momento na história da equipe, porém, também sendo momentos para se esquecer, após "conquistar" quatro vices com o clube, sendo três desses na temporada 2001-02, tendo o da Liga dos Campeões da UEFA sido o mais doloroso. Logo, com o Bayer perdendo sua força conquistada nos últimos anos, acaba saindo do clube após o término do seu contrato.
Sem contrato com nenhum clube, aceita uma proposta do Borussia Mönchengladbach. No Borussia, acaba sendo importante em suas duas primeiras temporadas, quando conseguiu evitar o rebaixamento do clube. Mas na terceira, não consegue atuar muito devido a lesão, e não consegue fazer nada para evitar o rebaixamento. Permanece no clube mesmo após a queda, e se torna o principal jogador da equipe na conquista do título da segunda divisão.
Após retornar com o Borussia da segunda divisão, Neuville acaba não conseguindo mais demonstrar seu futebol dos últimos anos, tendo marcado apenas um tento em trinta e cinco partidas. Acaba anunciando sua aposentadoria após a última partida da temporada 2009-10, disputada contra o Bayer Leverkusen. Pouco tempo depois, acaba retornando atrás sobre sua aposentadoria e assina um contrato de uma temporada com o Arminia Bielefeld, mesmo tendo sido anunciado como novo treinador das categorias de base do Gladbach. Porém, anunciaria novamente sua aposentadoria ainda no mesmo ano, em 7 de dezembro.

### Seleção
Durante sua estadia no Hansa Rostock, acabou se naturalizando alemão e aceitando o convite para defender a Seleção Alemã. Sua estreia aconteceu em 2 de setembro de 1998, entrando aos setenta e cinco minutos no lugar de Mario Basler, quando sua seleção venceu Malta por 2 a 1. Em seus primeiros meses, precisou de um intérprete para entender as instruções do então treinador Erich Ribbeck. Com Ribbeck no comando, participou da fracassada campanha na Copa das Confederações de 1999 (sendo o único torneio onde não terminou entre os três primeiros).
Posteriormente, Neuville disputou sessenta e nove partidas com seleção, marcando dez gols. Esteve presente na campanha do vice-campeonato da Copa do Mundo de 2002, onde por pouco não muda a história da final: no segundo tempo da decisão, contra a Seleção Brasileira, quando a partida ainda estava zerada, desferiu um forte chute ao cobrar uma falta, que o goleiro Marcos espalmou com a ponta dos dedos. Em seguida, a bola explodiu na trave, no que foi o lance alemão mais perigoso do jogo.
Acabou ficando de fora da Eurocopa de 2004, mas Neuville esteve presente em sua segunda Copa do Mundo, na edição de 2006, disputada em território alemão. Foi importante no torneio na segunda rodada, quando marcou contra a Polônia aos noventa e um minutos o tento da vitória, após entrar no lugar de Lukas Podolski. Também esteve presente na Eurocopa 2008, onde disputou apenas uma partida ainda na fase de grupos e terminou com o vice-campeonato, após derrota para a Espanha na final. Após o torneio, anunciou sua aposentadoria da seleção.